# Gold und Liebe
Gold und Liebe är den tyska duon Deutsch-Amerikanische Freundschafts fjärde studioalbum, släppt 1981 på Virgin Records. En singel släpptes från albumet: "Liebe auf den ersten Blick". Albumet återutgavs på Mute Records 1998.

## Låtlista
Sida A
1. "Liebe auf den ersten Blick" – 3:58
2. "El que" – 3:33
3. "Sex unter Wasser" – 3:04
4. "Was ziehst du an heute Nacht" – 3:46
5. "Goldenes Spielzeug" – 3:56

Sida B
1. "Ich will" – 3:19
2. "Muskel" – 3:23
3. "Absolute Körperkontrolle" – 3:12
4. "Verschwende deine Jugend" – 3:48
5. "Greif nach den Sternen" – 3:41

## Medverkande
- Gabi Delgado – sång
- Robert Görl – samtliga musikinstrument